# 西鉄バス久留米・大川支社
西鉄バス久留米 大川支社（にしてつバスくるめ おおかわししゃ）は、西日本鉄道（西鉄）の子会社である西鉄バス久留米のバス営業所の一つで、主に福岡県柳川市や大川市、佐賀県の一部を運行する路線を担当する。

## 沿革
- 1952年（昭和27年）5月9日 - 旧西鉄大川線若津車庫跡に開設。
- 1987年（昭和62年）8月24日 - 南筑交通として分社化し、同社本社を置く。
- 1999年（平成11年）4月1日 - 本社を同社久留米支社内に移転し、南筑交通大川支社となる。
- 2001年（平成13年）8月1日 - 社名変更により西鉄バス久留米大川支社となる。
- 2009年（平成21年）8月30日 - 運行するすべての路線でnimocaに対応完了。
- 2016年（平成28年）12月13日 - 西鉄本体からの管理委託が解除され、全線西鉄バス久留米直営路線に変更された。同時に西鉄大川第二自動車営業所を廃止。

## 管轄路線
2024年6月10日現在の路線（太字は終点・始発停留所）

### 佐賀 - 柳川線

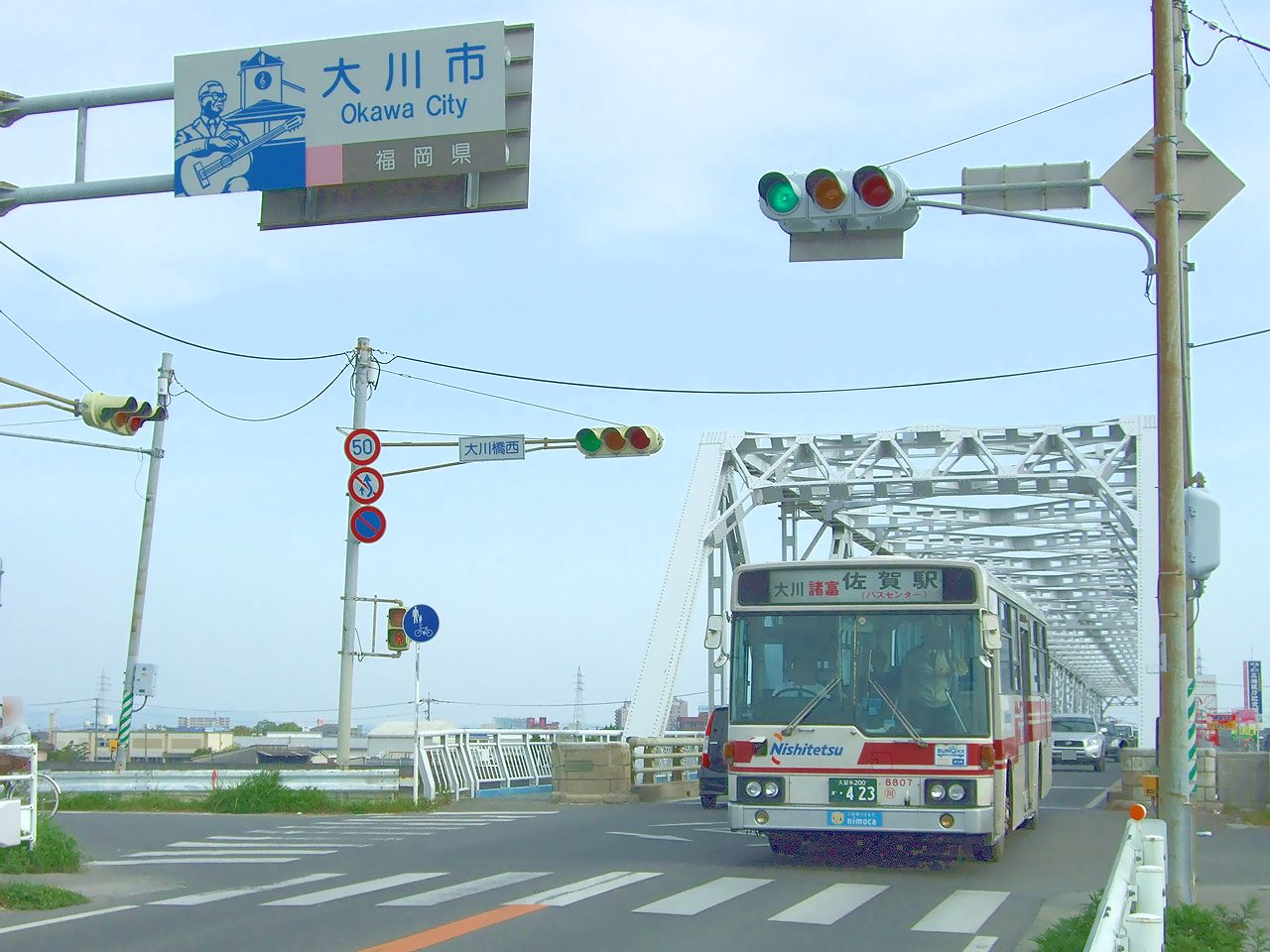
大川橋 - 大中島間

- □ 1 / 42（佐賀駅バスセンター行きと大川橋からは□ 1）
  - 西鉄柳川 - 京町 - 柳川上町 - 兼木 - 中原高木病院前 - 大川橋 - 大中島 - 諸富橋 - 南佐賀 - 片田江 - 大財町 - 佐賀駅バスセンター

柳川市から大川市中心部・佐賀市諸富町経由で佐賀市中心部を結ぶ路線で、主に国道208号を走行する。西鉄柳川行きの佐賀駅→大中島は「42番」、大中島→西鉄柳川は「1番」として、佐賀駅行きは全区間を「1番」として運行される。
毎時1～2本運転されるが、毎時1本となる時間は後述の西鉄柳川～大川橋の区間便も運転される。早朝に1便のみ諸富橋→西鉄柳川の区間便も運転される。平日早朝に大中島発・佐賀駅バスセンター行きもあったが、廃止された。深刻な乗務員不足のため2024年6月10日に緊急で減便が行われ、平日ダイヤの日中が30分間隔から60分間隔に伸びた。
西鉄柳川駅へのフィーダー路線としての利用者が多く、同駅に発着する特急に合わせたダイヤになっている。佐賀市の旧諸富町地区から福岡市（天神）へは、佐賀駅でわかくす号に乗り継ぐよりこの路線で柳川駅から西鉄電車に乗り継ぐ方が速く到達できる。佐賀駅発西鉄柳川行の一部の便は大川橋で乗務員交代のため数分停車する。
かつては「準急」を称し、佐賀市営バスとの相互乗り入れ運行を行っていた。1998年に佐賀市営バスが撤退し、西鉄による単独運行となったのち、1番の若津行きの行先表示に"筑後川昇開橋"の表記が加えられる際に行先表示機が一新され、その際に準急表示がなくなり、無番表示となった。
2018年4月から行先番号「1番」が設定されたが、2022年10月1日に佐賀駅バスセンターのリニューアルと乗り場変更が実施されたことに伴い、柳川行きの佐賀市内区間のみ、佐賀市営バスの行先番号1番と区別する形で行先番号が42番に変更された。佐賀駅～諸富支所間は佐賀市営バスの路線と重複しているが、路線の途上に佐賀市営バスしか使用しないバス停（光法西・山領北・山領）があるため、いくつかの停留所を通過する。また、柳川市内の三柱神社前にも停車しない。
西鉄バスの他の佐賀市内発着の路線は西鉄バス佐賀・本社のある佐賀第二合同庁舎が始発・終着となるが、この路線のみ佐賀駅バスセンターが始発・終着となる。
- □ 1
  - 西鉄柳川 - 京町 - 柳川上町 - 兼木 - 中原高木病院前 - 大川橋

柳川駅 - 大川市内の区間増強用・車両の入出庫として運行される。佐賀駅発着便とは異なり、西鉄柳川行きのみ三柱神社前にも停車する。日中は上記の柳川 - 佐賀間の便と交互に運行される。
- □ 直行
  - 西鉄柳川→国際医療福祉大学前

2014年4月7日に通学用に新設され、平日の朝2本のみ運行されている。

### 大善寺線
- ■ 15
  - 大川橋 - 家具団地前 - 下林（げばやし） - 青木島 - 城島新町 - 草場 - 大善寺 - 安武 - 津福本町 - 本町四丁目 - 六ツ門・シティプラザ前 - 通町二丁目 - 市役所前（久留米市役所） - JR久留米駅
  - 大川橋 - 家具団地前 - 鐘ヶ江 - 青木島 - 城島新町 - 草場 - 大善寺

通常はJR久留米駅発着であるが、早朝・夜間は大善寺駅発着となる。JR久留米駅発着の最終が早い。久留米市街地を通る路線バスの中で唯一西鉄久留米を経由しない。通常下林経由であるが、早朝・夜間の一部の大善寺駅発着便は城島新町 - 大川橋間が鐘ヶ江経由となる。
昔は西鉄ストア行きだったが、現在は営業所（大川支社）がある大川橋までになっている。また、委託路線→自社路線のときは日中を中心にJR久留米駅 - 津福本町 - 大善寺と大善寺 - 城島 - 下林 - 大川橋の系統を分けていた。
大善寺 - 大川橋間は昭和26年に休止（昭和41年正式廃止）された西鉄大川線の廃線跡に沿って走っている。

### 沖新線
全便スロープ付中型車両での運行。
- ■ 6
  - 西鉄柳川 - 京町 - 柳川市役所前 - 布橋 - 柳川高校前 - 御花前 - 久々原 - 北間 - 大野島農協前 - 早津江

基本的に1時間1本での運行で、柳川駅発着の特急に合わせたダイヤになっている。終点の早津江のみ佐賀市内（川副町）。

### 羽犬塚線
- □ 8

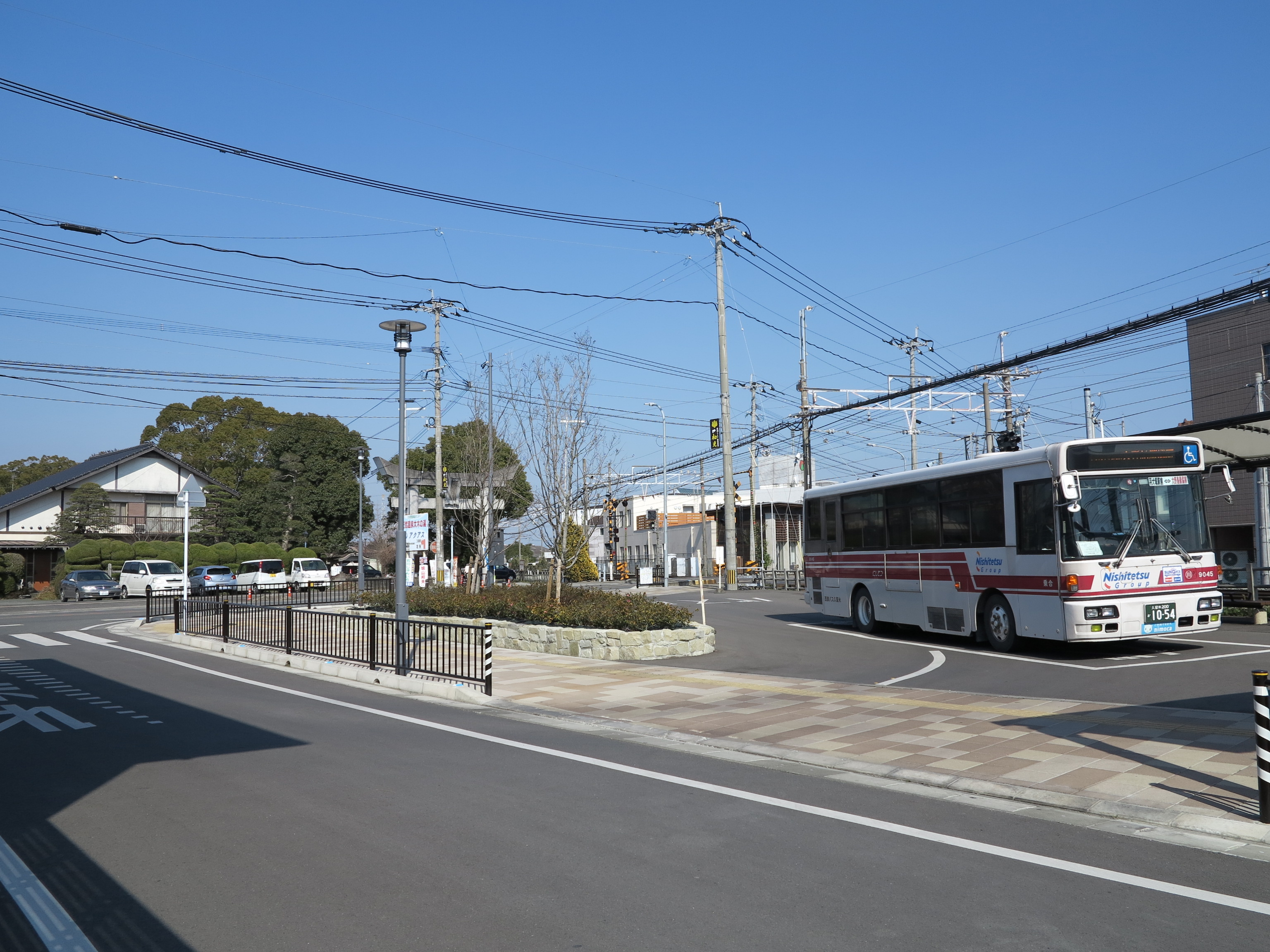
八丁牟田

  - 羽犬塚駅 - 筑後市立病院 - （ - 水田天満宮・恋木神社前 - 筑後市立病院 - ） - 八丁牟田 - 大川市役所前 - 中原高木病院前 - 東町（あずままち） - 一ッ木 - 大野島農協前

概ね1時間に1本運行（昼間に運行されない時間帯あり）。三潴郡大木町、筑後市、大川市から補助金を受けての運行となっている。
八丁牟田停留所は八丁牟田駅前のバス専用スペース内に設置されており、電車との接続を取っている。中型ワンステップ車を使用する。過去には21番として運行され、後に無番となったが、2018年4月に行先番号「8番」が設定された。2019年10月1日改正より水田天満宮・恋木神社前経由が午後の便以降で新設された。

### 特定旅客輸送
- 柳川高校スクールバス
  - 西鉄柳川駅 - 柳川高校

## 廃止路線
- （筑後市役所） - 羽犬塚駅 - （筑後市立病院） - （アクアス） - 八丁牟田 - 中原 - 東町 - 西鉄ストア - 若津
- （筑後市役所） - 羽犬塚駅 - 八丁牟田 - 中原 - 東町 - 西鉄ストア - 花宗通り - 上新田 - 大野島農協前

方向幕や時刻表に行先番号21番として案内されていた時期もあった。
- 大川橋 - 西鉄ストア - 東町 - 大正橋 - 風浪宮前 - 江上 - 大善寺〔大善寺駅〕
- 大川橋 - 西鉄ストア - 東町 - 中原 - 大川市役所 - 風浪宮前 - 江上 - 大善寺〔大善寺駅〕
- 早津江 - 大野島農協 - 上新田 - 西鉄ストア - 東町 - 中原 - 大川市役所 - 風浪宮前 - 江上 - 大善寺〔大善寺駅〕
- 早津江 - 大野島農協 - 上新田 - 花宗通り - 若津
- 早津江 - 大野島農協 - 上新田 - 西鉄ストア - 東町 - 中原 - 大川市役所

方向幕や時刻表に行先番号53番として案内されていた時期もあった。当初は大正橋経由だったが、後に大川市役所経由となった。
- ■ 3
- 西鉄柳川 - 警察署前 - 柳川高校前 - 御花前 - 沖の端水天宮前 - 御花前 - 柳川高校前 - 警察署前 - 西鉄柳川(水天宮循環)
- 西鉄柳川 - 警察署前 - 柳川高校前 - 御花前

水天宮循環として路線開設されたが、経路変更により御花前折り返し系統となった。
- ■ 4
  - 西鉄柳川 - 市役所前 - 御花前 - 三明橋
  - 西鉄柳川 - 市役所前 - 御花前 - 久々原 - 昭代支所
  - 西鉄柳川 - 市役所前 - 御花前 - 久々原 - 北間
  - 西鉄柳川 - 市役所前 - 御花前 - 久々原 - 北間 - 下新田 - 九網 - 新町入口 - 西鉄ストア - 大川橋（行先方向幕には「大川(営業所)」で案内されていた。）

- ■ 5
  - 西鉄柳川 - 県立病院 - 久々原 - 北間
  - 西鉄柳川 - 県立病院 - 久々原 - 北間 - 下新田 - 九網 - 新町入口 - 西鉄ストア - 大川橋（行先方向幕には「大川(営業所)」で案内されていた。）

- ■ 6
  - 西鉄柳川 - 県立病院 - 久々原 - 北間 - 一ッ木団地 - 大野島農協 - 早津江
  - 西鉄柳川 - 県立病院 - バイパス田脇 - 北間 - 一ッ木団地 - 大野島農協 - 早津江

沖新線早津江系統開設時にバイパス経由が新設されたが、乗客が定着せず2003年に廃止となった。
- ■ 7
  - 西鉄柳川 - 柳川市役所 - 御花 - 三明橋 - 崩道 - 七ッ家西
  - 西鉄柳川 - 兼木 - 中原高木病院前 - 大川橋 - 大中島 - 佐賀空港

方向幕や時刻表でも「準急」の表記がなされた。乗客低迷のため、わずか8ヶ月あまりで廃止となった。
- ■ 48
  - 信愛女学院 - 千本杉 - 西鉄久留米 - 市役所前 - JR久留米駅 - 若宮 - 城島新町

西鉄バス久留米本社との共同運行であったが、若宮 - 城島間廃止で大善寺行きに変更・減便のため西鉄バス久留米本社が路線担当になった。1990年初頭までは大川橋まで直通していた。
- □ 4
  - 西鉄柳川→辻町伝習館高校前→市役所前→布橋→柳川高校→片原町→西鉄柳川

西鉄本社からの管理委託路線で、通称「布橋循環」。平日のみ運行であり、柳川高校への通学路線であった。駅と高校を直行するスクールバス（後述）が運行されるようになったため、2010年3月31日をもって路線廃止となった。
- □ 1
  - 西鉄柳川 - 柳川上町 - 兼木 - 東町 - 筑後川昇開橋（若津）

国道208号・福岡県道713号を経由して、西鉄柳川駅から大川市の筑後川昇開橋までを結ぶ路線であった。乗客低迷と大川橋系統の統一のため、2011年3月31日をもって路線廃止になった。
- ■ 5
  - 西鉄柳川駅 - 百町 - 中山 - 本郷 - 筑後船小屋駅 - 船小屋

2011年3月12日、西鉄柳川駅とJR筑後船小屋駅を結ぶことを目的として新設された路線。過去にあった沖新線5番とは別系統。利用者低迷により平成26年10月1日のダイヤ改正をもって運行休止。
- ■ 無番（柳川病院循環）
  - 西鉄柳川→警察署前→布橋→柳川高校前→柳川病院前→中部魚市場→御花前→柳川高校前→布橋→柳川市役所前→京町→西鉄柳川

西鉄柳川駅から柳川警察署前、柳川病院（旧県立病院）を経由してほぼB字状に循環する系統で、1日数本のみ運行。2021年9月30日をもって路線廃止になった。

このほかにも、1987年に国鉄佐賀線が廃止された際、代替として停車地を絞り込み佐賀市交通局・堀川バスと共同運行で瀬高駅 - 柳川 - 佐賀間を結ぶ「急行」も設定されたが1995年頃に廃止されている。

## 車両
貸切車
- 過去にはKL-世代のいすゞガーラSHDと西鉄バス二日市より移籍してきた日野セレガR-FDが配置されていたが、現在は配置なし。

路線車

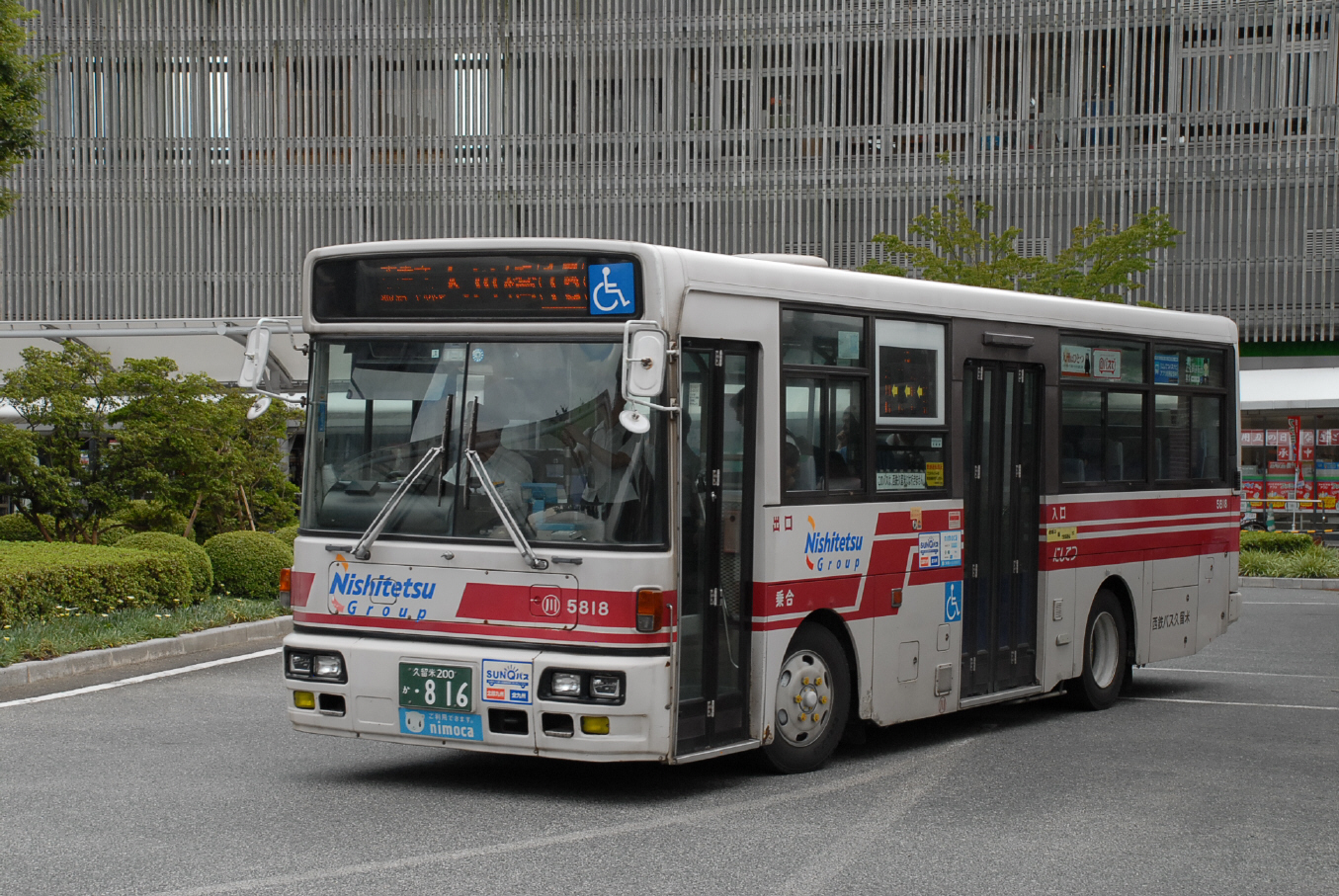
中型車

- 中型車大型車はいすゞワンステップ車の新カラーバスが2台、日産ディーゼル（ワンステップ車）が6台配置（行先表示はすべてLED化済み）。全車西工B型（柳川 - 佐賀線、1番、直行）。一部車両にグループロゴが入っているが、全線直営路線である。いすゞワンステは2019年4月を持って配置が無くなり、大型車は全て日産ディーゼルのワンステに統一されている。

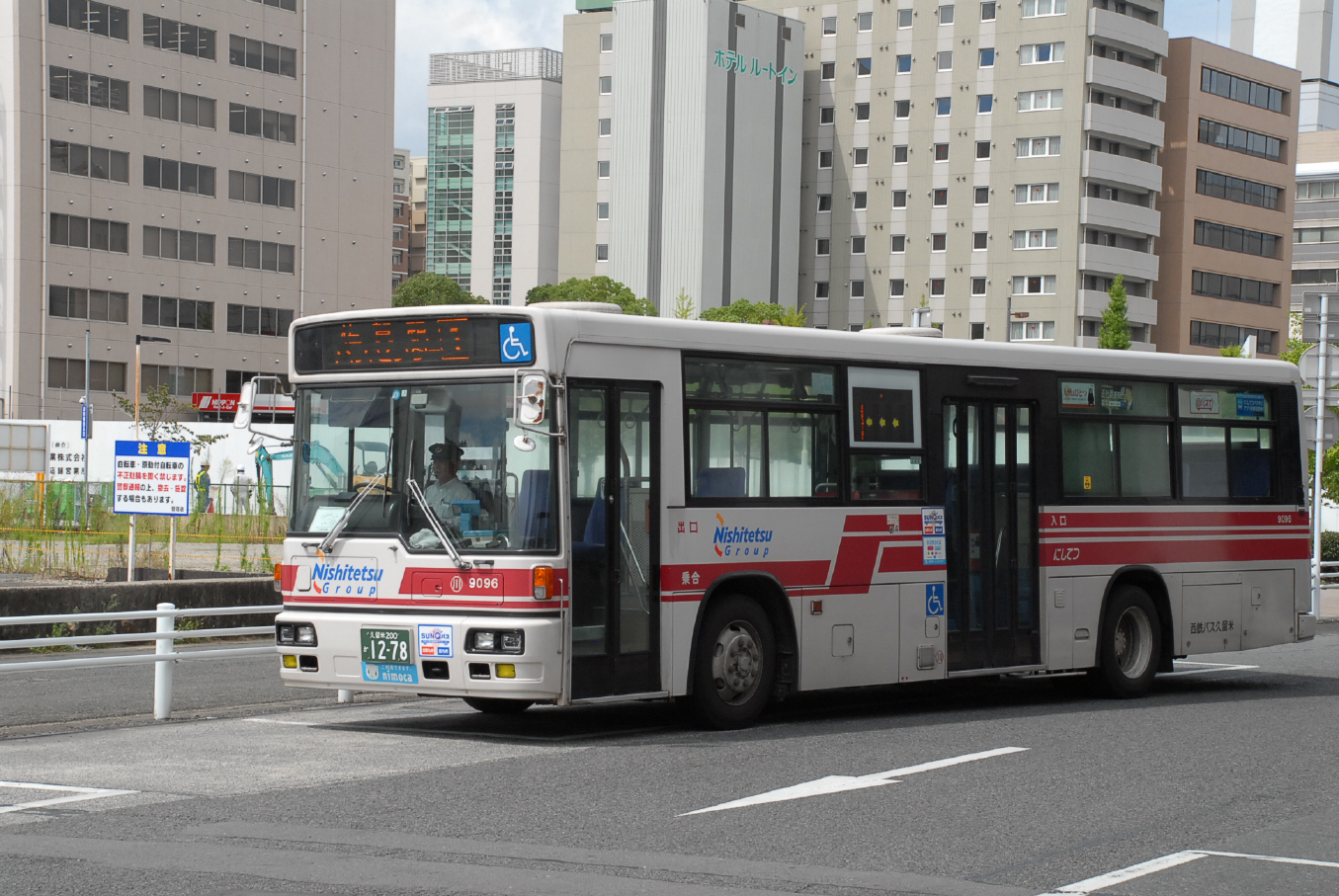
大型車

- 大型車中型車は日産ディーゼルと2014年3月に早良営業所より転入したいすゞのB型が、その後那珂川営業所より転入した日野レインボーⅡノンステ（車番7941）、西鉄本体、西鉄バス北九州[3]から転入したいすゞエルガミオが配置されている。
  - 旧南筑交通カラーのバスが配置されていたが、最後の1台が2011年4月頃に廃車され、旧南筑交通カラーバスはすべてなくなった。
- 小型車は西鉄バス佐賀・鳥栖支社より転入した三菱ローザが1台配置されている。2012年から5番で使用されていたが、運行休止により現在大川への小型車配置は無い。

## 使用機器
- 運賃表示器、カードリーダー、運賃箱はレシップ製を使用。